# Lago Maior
O lago Maior (em italiano:  lago Maggiore ou lago Verbano, em alemão:  Langensee) é um lago dividido entre a Itália e a Suíça. É um dos principais lagos alpinos e o segundo maior lago da Itália.
Estende-se por uma área de cerca de  212 km² (cerca de 80% em território italiano e os outros restantes 20% em território suíço). Na Itália o lago banha as regiões de Lombardia (província de Varese) e Piemonte (províncias de Verbano Cusio Ossola e Novara) enquanto na Suíça banha o cantão Tessino. Sua altitude é de cerca de 193 metros sobre o nível do mar, seu perímetro é de 170 quilômetros, seu comprimento é de 54 km, a largura máxima é 10 km e a largura média é 3,9 km. A profundidade máxima do lago é 370 metros (ao largo da comuna de Ghiffa).

## Comunas banhadas pelo lago
| Suíça | Piemonte | Lombardia |
| --- | --- | --- |
| - Ranzo - Gerra - San Nazzaro - Vira - Magadino - Tenero-Contra - Locarno - Ascona - Ronco sopra Ascona - Brissago - Minusio | - Arona - Meina - Lesa - Belgirate - Stresa - Baveno - Verbania - Ghiffa - Oggebbio - Cannero Riviera - Cannobio | - Angera - Ranco - Ispra - Laveno-Mombello - Luino - Porto Valtravaglia - Maccagno - Brebbia - Monvalle - Pino sulla Sponda del Lago Maggiore |

## Outros projetos

Mapa do Lago Maggiore